# Crithagra
Crithagra is een geslacht van vogels uit de familie van de vinkachtigen (Fringillidae).

## Soorten
De volgende soorten behoren tot het geslacht
- Crithagra albogularis  –  Witkeelkanarie
- Crithagra ankoberensis  –  Ankoberkanarie
- Crithagra atrogularis  –  Zwartkeelkanarie
- Crithagra buchanani  –  Zuidelijke dikbekkanarie
- Crithagra burtoni  –  Bergkanarie
- Crithagra canicapilla  –  West-Afrikaanse kanarie
- Crithagra capistrata  –  Maskerkanarie
- Crithagra citrinelloides  –  Dunbekkanarie
- Crithagra citrinipectus  –  Geelborstkanarie
- Crithagra concolor  –  São-Tomékanarie
- Crithagra donaldsoni  –  Noordelijke dikbekkanarie
- Crithagra dorsostriata  –  Witbuikkanarie
- Crithagra flavigula  –  Shoakanarie
- Crithagra flaviventris  –  Geelbuikkanarie
- Crithagra frontalis  –  Geelvoorhoofdkanarie
- Crithagra gularis  –  Streepkopkanarie
- Crithagra hyposticta  –  Gestreepte dunbekkanarie
- Crithagra koliensis  –  Papyruskanarie
- Crithagra leucoptera  –  Witbandkanarie
- Crithagra leucopygia  –  Edelzanger
- Crithagra melanochroa  –  Kipengerekanarie
- Crithagra menachensis  –  Jemenitische kanarie
- Crithagra mennelli  –  Zwartwangkanarie
- Crithagra mozambica  –  Mozambiquesijs
- Crithagra reichardi  –  Miombokanarie
- Crithagra reichenowi  –  Reichenows kanarie
- Crithagra rothschildi  –  Arabische kanarie
- Crithagra rufobrunnea  –  Principekanarie
- Crithagra scotops  –  Boskanarie
- Crithagra striatipectus – Streepborstkanarie
- Crithagra striolata  –  Gestreepte kanarie
- Crithagra sulphurata  –  Zwavelkanarie
- Crithagra symonsi  –  Basutokanarie
- Crithagra totta  –  Kaapse kanarie
- Crithagra tristriata  –  Rüppells kanarie
- Crithagra whytii  –  Geelbrauwkanarie
- Crithagra xantholaema  –  Salvadori's kanarie
- Crithagra xanthopygia  –  Geelstuitkanarie